# Manfred App
Manfred App (* 1948) ist ein deutscher Musikverleger.

## Leben
App studierte Germanistik, Theologie, Sozialwissenschaften, sowie Gesang (Bassbariton) u. a. bei Kurt Moll.
Seit den 1990er Jahren forschte er über Wolfgang Amadeus Mozart und dessen Umfeld und hat in kleineren Sammlungen, die nach 1989 erstmals auch für den Westen zugänglich wurden besonders in Tschechien musikgeschichtliche Quellen aufgefunden und durch eigene Publikationen erschlossen.
Besonders  forschte er über das Umfeld der Zauberflöte. Er fand nicht nur Messkompositionen mit Melodien aus der Zauberflöte auf, sondern auch Opern anderer Komponisten aus dem Umfeld der Zauberflöte und von Emanuel Schikaneder.
Dazu gehörten Untersuchungen und das Auffinden von Babilons Piramiden und Der zweyte Theil der Zauberflöte Das Labyrinth oder der Kampf mit den Elementen von Peter von Winter. App fand die verklebte und vernähte Partitur der Oper in der Berliner Staatsbibliothek und brachte sie dann 2002 in einer Erstausgabe heraus.
Diese Partitur und das dazugehörige Aufführungsmaterial für das Orchester führte dann 2002 die Oper Chemnitz unter dem Dirigenten Fabrice Bollon auf. 2012 gab es dann auch eine stark gekürzte Aufführung bei den Salzburger Festspielen unter dem Dirigenten Ivor Bolton, die auch als DVD erschien.

## Publikationen (Auswahl)
- Die Zauberflöte (Mozart) für Streichquartett
- Die Zauberflöte (Mozart) für Klavier (vierhändig)